# 史蜜夫糖果廠

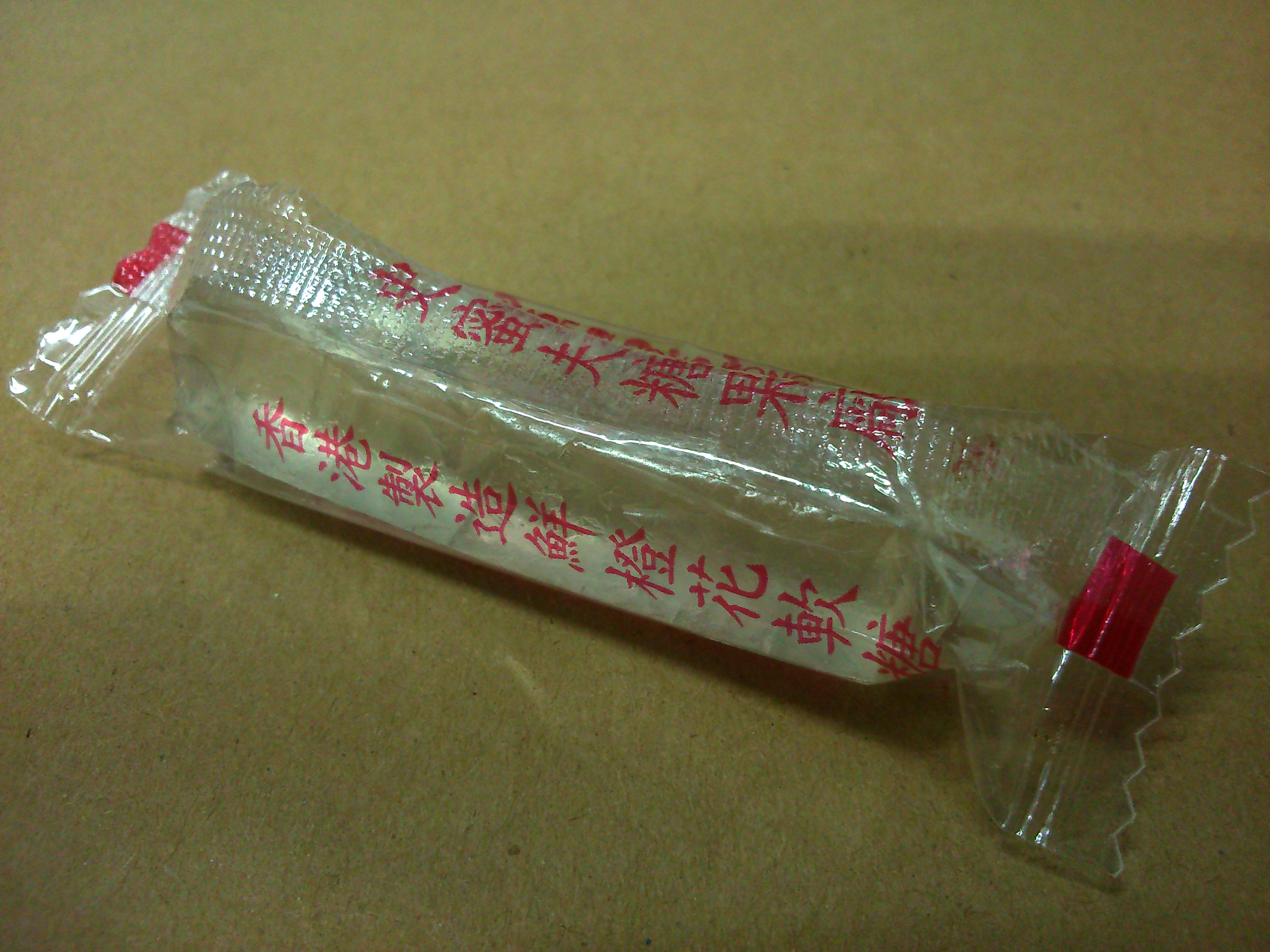
史蜜夫糖果廠的橙花軟糖

史蜜夫糖果廠是一家在1960年於香港創立的糖果廠，雖然規模仍然細小，但由於注重品質，經歷超過半個世紀後，成為香港糖果製造廠其中一家老字號。

## 歷史

### 背景
史蜜夫糖果廠的始創辦者是方南，是現任負責人方煒培的父親。方南與他的妻子在二次大戰後來到香港，但身無分文，於是投靠在香港經驗糖果廠的哥哥。他哥哥的糖果廠名叫「波士頓」，位於當時灣仔謝斐道萬國殯儀館旁的一幢樓。波士頓糖果廠除了生產橙花軟糖外，橙形及香蕉形的軟糖，在當時都是受歡迎的產品。 方南最初只是負責找買家，但空閒時會看看糖果師傅製作糖果。當時的師傅都不會主動教授製造方法，但方南會把看到的糖果製造方法及配料憑記憶記下來。

### 創業
因為方家人口漸多，方南認為單在糖果廠打工不足養家，於是便應用自己學習得來的糖果製造技術，於是在筲箕灣的山上，即是今日耀東邨的位置租用一間石屋創業，這家糖果廠的名稱就叫「香港糖果廠」，這間石屋不單是一間工廠，方南和他的家人都住在這裡。 

### 成立史蜜夫
1960年，有一間位於旺角名叫「史密路士」的糖果廠被清盤結業，方南於是聯同兩位朋友合資購入「史密路士」的廠房及機器，並把名稱更改為「史蜜夫」經營至今。

### 業務擴展
1960年代中期的工展會是香港當時每年一度的盛事，史蜜夫糖果廠也在展覽推銷糖果拓展業務，橙花軟糖因為口感柔軟有韌性，又帶有橙香，所以大受歡迎，還遠銷中東地區。中國改革開放後的1980年代，史蜜夫糖果被作為禮品帶到中國各地，史蜜夫糖果廠進入全盛時期。

### 夕陽色彩
1990年代後期，中國政策轉變，對入口食品大幅增加徵稅，導致史蜜夫糖果廠的生意額大幅下滑，早年的生意合夥人都選擇退股，而年邁的創辦人方南因為不忍業務就此結束，於是動用資金承接股份繼續經營，不過糖果廠的規模已不復往昔，方南於2002年退休，由兒子繼承糖果廠的業務。現在糖果廠的業務平日較為平淡，但節日尤其是新年就大幅上升。

### 停產
2019年8月，有報導指史蜜夫糖果廠東主計劃退休，工廠會停產。。

## 廠房
目前史蜜夫糖果廠位於觀塘偉業街的工廠大廈內。糖果的製作工序數十年來都沒有改變，仍保持由人手製作，只有包裝部分使用機器進行。

## 產品
史蜜夫糖果廠的產品都在香港製造，其中以史蜜夫橙花軟糖最為人熟悉，該款軟糖還有蜜瓜味道，水果糖、椰子糖、牛奶糖、椰絲棉花糖和鳥結糖，都是該糖果廠長期生產的糖果。